# Autoroute A203 (France)
L'autoroute A203 était une autoroute reliant Sedan à Charleville-Mézières aujourd'hui renumérotée A34. À noter qu'elle fait partie à la fois des E44 et E46.

## Historique
L'autoroute fut construite en 1976 pour desservir par voie rapide les deux principales communes du département des Ardennes : Charleville-Mézières et Sedan.
Il existait un projet de mise aux normes autoroutières entre les sorties 8 et 12 (Rocade de Charleville-Mézières).

## Son parcours de Charleville-Mézières à Sedan
- Début de la N43 (Rocade de Charleville-Mézières) :
  - D8043 : A304, Cambrai, Charleroi,  Rocroi, Revin, Hirson
  - D989 : Nouzonville, Charleville-Mézières-La Houillère, Parking Centre-Ville, Parking Jean-Baptiste Clément, Parking Dubois Crancé
  - D8043A : Charleville-Mézières-La Gare, Charleville-Mézières-Mont Olympe
- 2x3 voies, jusqu'à la sortie 12
- 12 : Warcq, Aérodrome de Belval, Préfecture, Hôpital Manchester
- Rappel. À partir de la sortie 12
- Début de route à accès réglementée. Portion urbaine de Charleville-Mézières
- 11 : Prix-lès-Mézières, Charleville-Mézières-Mézières, Parc des Expositions
- 10 : Charleville-Mézières-Ronde-Couture, Charleville-Mézières-Bois Fortant, Charleville-Mézières-Croisette
- Échangeur entre N43 et A34/A304 :  Bruxelles,  Châlons-en-Champagne,  Reims
- 9 : La Francheville, Charleville-Mézières-Mohon, Douanes, Parc Technologique
- La Vence
- 110 km/h après l'échangeur
- 8 : Villers-Semeuse, Flize
- 130 km/h Fin de route à accès réglementée, début d'autoroute. La N43 devient l'A203 (A34)
- 7 : Nouvion-sur-Meuse, Lumes
- 6 : Vivier-au-Court, Vrigne-aux-Bois
- 5 : Donchery
- La Meuse
- Fin d'autoroute, début de route à accès réglementée. L'A203 (A34) redevient la N43
- 4 (Frénois) : Sedan-Centre, Châlons-en-Champagne, Vouziers, Z.I. de Glaire
- La Meuse
- 3 (Balan) : Sedan-Château, Balan, Bazeilles
- 90 km/h avant échangeur.
- 70 km/h avant échangeur.
- 50 km/h sur échangeur.
- Échangeur entre N58 et N43 ( 2) : 
  - N58 : Liège, Arlon, Dinant, Bouillon
  - N43  2 : Metz, Longwy, Verdun, Carignan, Mouzon, Douzy, Z.I. de Bazeilles

## Prolongation de l’A203 vers la frontière belge (Bouillon) par la N58
- La N43 devient la N58
- 110 km/h après échangeur
- 1 : La Chapelle
- 90 km/h de la sortie 1 à la frontière. Fin de route à accès réglementée
- Belgique (Bouillon)